# Mantel (kleding)

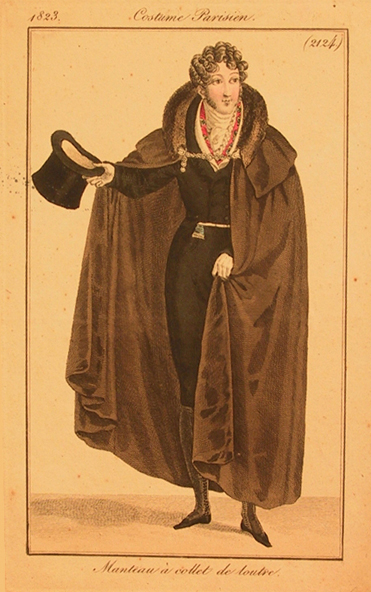
Een avondmantel zoals afgebeeld in de Costume Parisien uit 1823.

Een mantel is een soort overjas en heeft ook dezelfde functie: het beschermen van de drager tegen regen en wind. Mantels zijn vaak lange kleden die bij de hals vastgemaakt kunnen worden.

## Geschiedenis
Mantels werden al gedragen door de Oude Grieken en Romeinen. De mantel zoals die door Griekse mannen en vrouwen gedragen werd, heette een himation. In de 19e eeuw werden mantels beschouwd als een kledingstuk van weelde. Ook tegenwoordig worden mantels nog gedragen bij formele gelegenheden. Waar een jas de overige kleding zou verbergen, is het bij een mantel mogelijk de eronder zittende kleding te tonen. Ook voorkomt de mantel dat de kleding eronder kreukt.

## Fictie en non-fictie
De mantel speelt een belangrijke rol in de legende rond Sint-Maarten, die de helft hiervan aan een bedelaar gaf. Ook Sinterklaas draagt vaak een kenmerkende rode mantel: de koorkap. In fictieve verhalen, films en spellen zijn mantels vaak magische krachten toegedicht en worden ze geassocieerd met stereotypen zoals tovenaars, heksen en vampieren. Zo bezit Harry Potter een onzichtbaarheidsmantel.